# Processo Weldon
Il processo Weldon è un processo chimico sviluppato nel 1870 da Walter Weldon per riciclare il diossido di manganese usato allora per la fabbricazione del cloro. 
La reazione del diossido di manganese (MnO2) con acido cloridrico (HCl) produceva uno scarto di cloruro manganoso (MnCl2). Questo veniva trattato con calce, vapore e ossigeno, per formare quello che Weldon chiamava manganito di calcio:
{\displaystyle {\ce {2MnCl2 + 3Ca(OH)2 + O2 -> CaO*2MnO2 + 3H2O + 2CaCl2}}}
Il manganito di calcio così ottenuto era fatto reagire con HCl per formare cloro:
{\displaystyle {\ce {CaO*2MnO2 + 10HCl -> CaCl2 + 2MnCl2 + 2Cl2 + 5H2O}}}
In questo modo il composto di manganese veniva riciclato, e l'unico sottoprodotto da scartare era CaCl2.
Attualmente questo processo non è più in uso, e il cloro viene prodotto per via elettrolitica.